# Amplitud de probabilidad

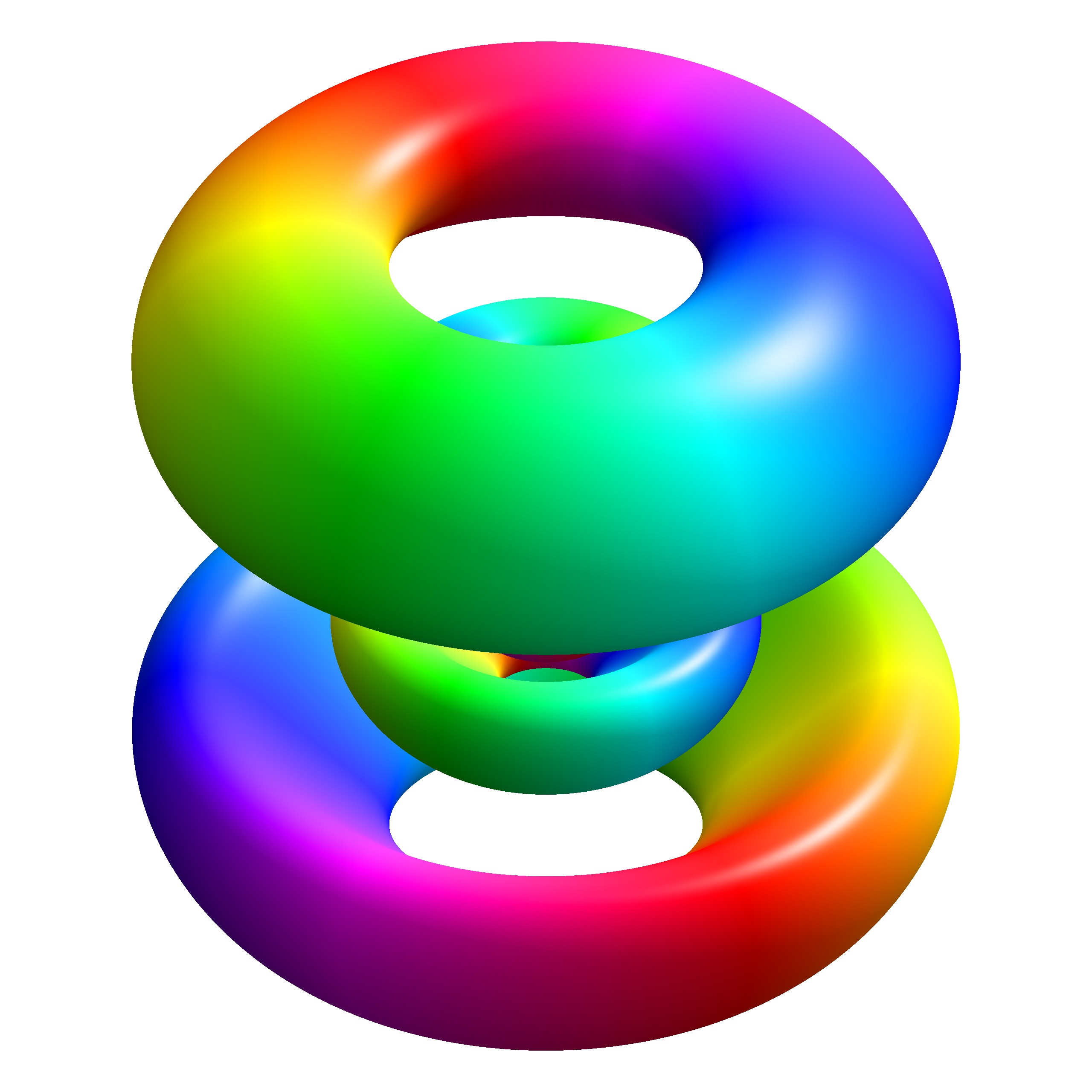
Una función de onda para un solo electrón en el orbital atómico 5d de un átomo de hidrógeno. El cuerpo sólido muestra los sitios donde la densidad de probabilidad del electrón es por encima de cierto valor (aquí 0.02 nm−3): esto es calculado con la amplitud de probabilidad. El tono en la superficie coloreada muestra la fase compleja de la función ondulatoria.

En mecánica cuántica, la amplitud de probabilidad es un número complejo  utilizado para describir el comportamiento de sistemas. El cuadrado del módulo de esta cantidad representa una probabilidad o densidad de probabilidad.
Las amplitudes de probabilidad proporcionan una relación entre la función de onda (o, más generalmente, de un vector de estado cuántico) de un sistema y los resultados de las observaciones de aquel sistema, una primera relación fue propuesto por Max Born. La interpretación de los valores de una función de onda como la amplitud de probabilidad es un pilar de la interpretación de Copenhague de la mecánica cuántica. De hecho, las propiedades del espacio de las funciones de onda fueron usadas para hacer predicciones físicas (tales como ciertas emisiones de energía discreta por parte de los átomos) antes de cualquier interpretación física de una función particular fuese ofrecida. Born fue premiado en 1954 con el premio Nóbel de Física por esta explicación, así la probabilidad así calculada es a veces llamada la "probabilidad de Born". Estos conceptos probabilistas, concretamente la densidad de probabilidad y las medidas cuánticas, fueron enérgicamente disputadas en el tiempo que los físicos originales que trabajan en  teoría, como Schrödinger[la aclaración necesitada] y Einstein.
Es la fuente de las consecuencias misteriosas y dificultades filosóficas en las interpretaciones de la de mecánica cuántica- temas que continúan siendo debatidos incluso hoy.
Ejemplo:
 

Un qubit puede expresarse como una combinación lineal de los dos estados básicos
|ψ⟩ = α |0⟩ + β |1⟩
donde α y β son las amplitudes de probabilidad complejas. La posibilidad de que llegar a un estado de qubit |0⟩ es |α|2 y que tu condición |1⟩ es |β|2, porque se aplica
|α|2 + |β|2 = 1

## Visión general

### Física
Despreciando algunas complejidades técnicas, el problema de la medida cuántica es el comportamiento de un estado cuántico, para el cual el valor del observable Q a ser medido es incierto. Tal estado está pensado para ser una superposición coherente del de los autoestados del observable, estados en los que el valor del observable están únicamente definidos, para diferentes posibles valores del observable.
Cuando una medida de Q es hecha, el sistema (bajo la interpretación de Copenhague) salta a uno de los autoestados, regresando el autovalor al cual el estado pertenece. La superposition de los estados les pueden dar "pesos" desiguales. Intuitivamente es claro que los autoestados con más peso son los más "probables" en ser producidos. De hecho, cualquiera de los autoestados superiores el sistema saltan debido a la ley de probabilidad: la probabilidad de que un sistema salte a un estado es proporcional al valor absoluto del factor numérico correspondiente al cuadrado. Estos factores numéricos se llaman amplitudes de probabilidad, y esta relación usada para calcular probabilidades de estados cuántico puros dados (como funciones de onda) se llama la regla de Born.
Diferentes observables pueden definir descomposiciones de estado incompatibles. Los observables que no commuten definen amplitudes de probabilidad en conjuntos diferentes.

### Matemática
En un modo formal , cualquier sistema en mecánica cuántica está descrito por un estado, el cual es un vector  |Ψ⟩, que reside en un abstracto espacio de vectorial complejo , llamado un espacio de Hilbert . Este puede ser infinito- o finito-dimensional. Una presentación habitual de un espacio de Hilbert es que es una función de espacio especial, llamada L2(L2(X)), en cierto conjunto X, esto es algún espacio de configuración  o un conjunto discreto.
Para una función medible ψ, la condición lee:{\displaystyle \psi \in L^{2}(X)}
{\displaystyle \int \limits _{X}|\psi (x)|^{2}\,\mathrm {d} \mu (x)<\infty ;}
Esta integral define el cuadrado de la norma de ψ. Si aquella norma es igual a 1, entonces
{\displaystyle \int \limits _{X}|\psi (x)|^{2}\,\mathrm {d} \mu (x)=1.}
Lo que en realidad significa que cualquier elemento de L2(X) de norma 1 define una medida de probabilidad en X y una expresión real no negativa L2(X) ψ(x) |2 define su derivada de Radón Nikodym con respecto a la medida estándar μ.
Si la medida estándar μ encima X es no-atómico, como la medida de Lebesgue en la recta real, o en un espacio tridimensional, o medidas similares en variedades, entonces una una función de valor real | ψ(x) |2 se llama una densidad de probabilidad; ver detalles abajo. Si la medida estándar en X consta de sólo átomos ( llamaremos tales conjuntos discretos X), y especifica la medida de cualquier x ∈ X igual a 1, entonces un integral en X es sencillamente una suma y L2(X) ψ(x) |2 define el valor de la medida de probabilidad en el conjunto {x}, en otras palabras, la probabilidad que el sistema cuántico esté en el estado x. Cómo las amplitudes y los vectores están relacionados puede ser entendido con la base estándar de L2(X), elementos del cual será denotado por |x⟩ o ⟨x| (ver notación bra-ket ). En esta base
{\displaystyle \psi (x)=\langle x|\Psi \rangle }
especifica la proyección de un vector abstracto |Ψ⟩.
Matemáticamente, muchos presentaciones $L^2$  de un sistema de espacio de Hilbert puede existir. Consideraremos uno no arbitrario , pero uno conveniente para el observable Q en cuestión. Un espacio de configuración conveniente X es tal que cada punto x produce un valor único de Q. Para X discreto esto significa que todos los elementos de la base estándar son vectores propios de Q. En otras palabras, Q será diagonal en esta base. Entonces  \psi (x) es la "amplitud de probabilidad" para el autoestado ⟨x|. Si este corresponde a un valor propio no-degenerado de Q, entonces  |\psi (x)|^2 da la probabilidad del correspondiente valor de Q para el estado inicial |Ψ⟩.
Para X no discreto no puede haber tales estados como ⟨x| en L2(X), pero la descomposición es en algún sentido posible; ver teoría espectral y teorema Espectral para una explicación cuidadosa.

## Probabilidades y funciones de onda
Si el espacio de configuración X es continuo (algo como la recta real o el espacio euclidiano, ver más arriba), entonces hay no los estados cuánticos válidos que corresponden a un particular Q Q X, y la probabilidad de que el sistema esté "en el estado x" siempre será cero. Un ejemplo arquetípico de esto es el espacio L2(R)  construido con una medida 1-dimensional de Lebesgue; esta es usada para el estudio del movimiento en una dimensión. Esta pXesentación de un espacio infinito-dimensional de Hilbert corresponde a la descomposición espectral del operador de coordenada: ⟨X | X X Ψ⟩ = x⋅⟨x X Ψ⟩, x X R en este ejemplo. A pesar de que no hay tales vectores como ⟨x |, estrictamente hablando, la expresión ⟨x x Ψ⟩ puede ser significativa, para caso, con teoría espectral.
Generalmente,  es el caso cuándo el movimiento de una partícula está descrito en el espacio de posición, donde la función de amplitud de probabilidad correspondiente ψ es la función de onda .
Si la función x ∈ X ∈ L2(X), ‖ψ‖ = 1 representa el vector de estado cuántico xΨ⟩, entonces la expresión real | ψ(x) |2, que depende de x, forma una función de densidad de la probabilidad del estado dado. La diferencia de una función de densidad de simplemente una probabilidad numérica significa que uno tendría que integrar esta función de módulo al cuadrado sobre algunos (pequeños) dominios en X para obtener valores de probabilidad – como fue declarado más arriba, el sistema no puede estar en algún estado x con una probabilidad positiva. Da a ambas amplitud y densidad de función a una dimensión física, a diferencia de una probabilidad sin dimensión. Por ejemplo, para una función de onda tridimensional la amplitud tiene una dimensión "ecxtraña" [L−3/2].
Note que para ambos casos continuo e infinito discreto no todos medibles, o incluso una función continua (i.e. una función de onda posible) define un elemento de L2(X); ver Normalización abajo.

## Amplitudes discretas
Cuándo el conjunto X es discreto (ver más arriba), los vectores |Ψ⟩ representados con el espacio de Hilbert L2(X) son simplemente vectores columna compuestos de "amplitudes" e indexados por X.
Estos son a veces referidos a funciones de onda de variable discreta x ∈ X. Las variables dinámicas discretas son usadas en tales problemas como el problema de partícula en una caja reflectante idealizada y el oscilador armónico cuántico. Los componentes del vector serán denotados por ψ(x) por uniformidad con el caso anterior;  puede haber cualquier finito de número infinito de componentes que dependen del espacio de Hilbert.
En este caso, si el vector L2(X)Ψ⟩ tiene la norma 1, entonces | ψ(x) |2 es simplemente la probabilidad de que el sistema cuántico tenga el estado cuántico x. Define una distribución de probabilidad discreta en X.
| ψ(x) L2(X) = 1 si y sólo si |x⟩ es el mismo estado cuántico que |Ψ⟩. ψ(x) = 0 si y sólo si |x⟩ y |Ψ⟩ son ortogonales (ver espacio de producto interior). De otro modo, el módulo de ψ(x) está entre 0 y 1.
Una amplitud de probabilidad discreta puede ser considerada como una frecuencia fundamental [la cita necesitada] en el dominio de la frecuencia de probabilidad(Armónicos esféricos) para los propósitos de simplificar cálculos de transformación de la teoría M.

## Un ejemplo básico
Tomar el ejemplo significativo más sencillo del caso discreto: un sistema cuántico que puede estar en dos estados posibles: por ejemplo, la polarización de un fotón. Cuándo la polarización es medida,  puede ser el estado horizontal | H x ∈ X, o el estado ψ(x)ertical x ∈ X V ⟩. Hasta que su polarización sea medida el fotón puede estar en una superposición de ambos estados, así que su estado |ψ⟩ puede ser escrito como:
Las amplitudes de probabilidad de |ψ⟩ para los estados x X x y | Expresión errónea: carácter de puntuación «"» desconocido. = 1 ⟩ es α y β respectivamente. Cuando la polarización del fotón es medida, el estado resultante es cualquiera horizontal o vertical. Pero en un experimento aleatorio, la probabilidad de ser horizontalmente polarizado es α^2, y la probabilidad de estar verticalmente polarizado es β^2.
Por tanto, un fotón en un estado. cuya polarización fue medida. Tendría una probabilidad de 1/3 de estar horizontalmente polarizado, y una probabilidad de 2/3 de estar verticalmente polarizado. El orden de tales resultados, es, aun así, completamente aleatorio.